# Ribes macrostachyum
Ribes macrostachyum är en ripsväxtart som beskrevs av Eduard von Glinka Janczewski. Ribes macrostachyum ingår i släktet ripsar, och familjen ripsväxter. Inga underarter finns listade i Catalogue of Life.